# Malasia en los Juegos Olímpicos de Río de Janeiro 2016
Malasia participa en los Juegos Olímpicos de 2016 en Río de Janeiro, Brasil, del 5 al 21 de agosto de 2016, con un total de 32 atletas en 11 disciplinas y 29 diferentes pruebas deportivas.
El jugador de bádminton, Lee Chong Wei, fue el abanderado durante la ceremonia de apertura.

## Medallero
| Medalla           | Nombre                                 | Deporte   | Evento                                     | Fecha        |
| ----------------- | -------------------------------------- | --------- | ------------------------------------------ | ------------ |
| Medalla de plata  | Jun Hoong Cheong Pandelela Rinong Pamg | Saltos    | Plataforma 10 metros sincronizado femenino | 9 de agosto  |
| Medalla de plata  | Chan Peng Soon Goh Liu Ying            | Bádminton | Dobles mixto                               | 17 de agosto |
| Medalla de plata  | Goh V Shem Tan Wee Kiong               | Bádminton | Dobles masculino                           | 18 de agosto |
| Medalla de plata  | Lee Chong Wei                          | Bádminton | Individual masculino                       | 20 de agosto |
| Medalla de bronce | Azizulhasni Awang                      | Ciclismo  | Keirin masculino                           | 16 de agosto |

### Natación
| Atleta     | Evento      | Preliminares | Preliminares | Semifinales | Semifinales | Final     | Final     |
| Atleta     | Evento      | Tiempo       | Pos.         | Tiempo      | Pos.        | Tiempo    | Pos.      |
| ---------- | ----------- | ------------ | ------------ | ----------- | ----------- | --------- | --------- |
| Welson Sim | 400 m libre | 3:51,57      | 34º          | —           | —           | No avanzó | No avanzó |

## Enlaces externios
- Esta obra contiene una traducción parcial derivada de «Malaysia at the 2016 Summer Olympics» de Wikipedia en inglés, publicada por sus editores bajo la Licencia de documentación libre de GNU y la Licencia Creative Commons Atribución-CompartirIgual 4.0 Internacional.

- Datos: Q20113787
- Multimedia: Malaysia at the 2016 Summer Olympics / Q20113787